# NDTV
New Delhi Television Ltd (znane jako NDTV) – indyjskie przedsiębiorstwo mediowe założone w 1988 roku. Jest najstarszym i największym prywatnym producentem programów telewizyjnych w Indiach. Oferuje treści rozrywkowe i sportowe, a także dwa całodobowe kanały informacyjne, jeden w języku angielskim, a drugi w języku hindi. Dodatkowo serwis internetowy NDTV udostępnia wiadomości, ankiety i fora dyskusyjne.